# Chrono Cross
Chrono Cross (japanska: クロノ・クロス Hepburn: Kurono Kurosu?) är ett RPG skapat av Squaresoft (numera Square Enix) till Playstation. Spelet är uppföljaren till Chrono Trigger, vilket släpptes till Super NES 1995. 

En remaster av spelet, med titeln Chrono Cross: The Radical Dreamers Edition, släpptes den 7 april 2022 för Microsoft Windows, Nintendo Switch, PlayStation 4 och Xbox One.